# Kadov (Strakonicei járás)
Kadov falu és önkormányzat (obec) Csehország Dél-csehországi kerületének Strakonicei járásában. Területe 19,65 km², lakosainak száma 362 (2008. 12. 31). A falu Strakonicétől mintegy 18 km-re északnyugatra, České Budějovicétől 70 km-re északnyugatra, és Prágától 89 km-re délnyugatra fekszik.
A település első írásos említése 1352-ből származik.

## Népesség
A település népessége az elmúlt években az alábbi módon változott:
| Lakosok száma | 1364 | 1301 | 1238 | 800  | 544  | 401  | 367  | 369  | 371  | 381  |
|               | 1869 | 1890 | 1921 | 1950 | 1980 | 2001 | 2017 | 2019 | 2022 | 2024 |

## Látnivalók

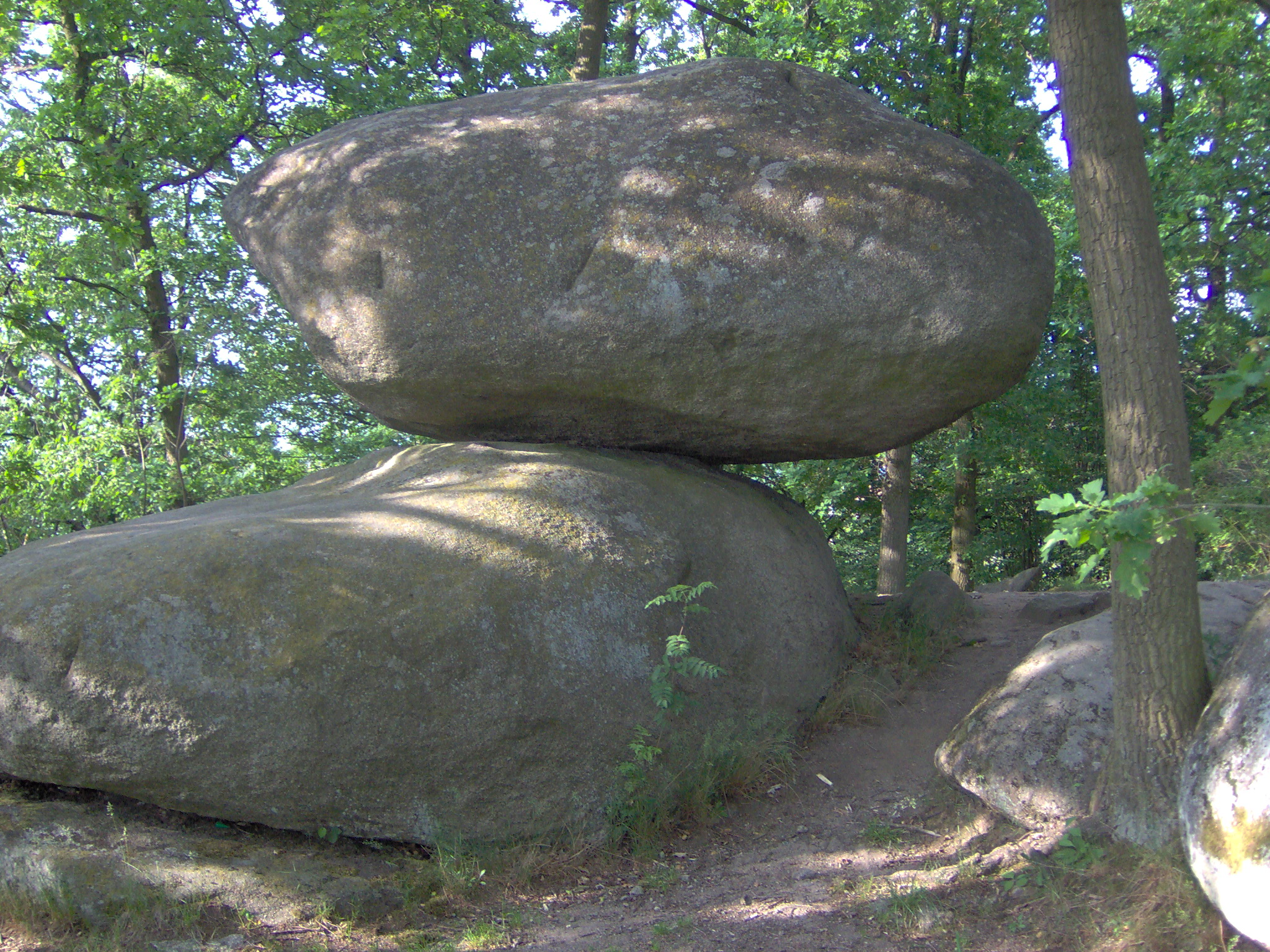
A kadovi ingókő

- Erődítmény;
- Szent Václav templom;
- Ingókő[2]